# Cas9
Cas9 (de l'anglès CRISPR associated protein 9) és una endonucleasa associada al sistema CRISPR (Clustered Regularly Interspaced Short Palindromic Repeats, traduït al català com «Repeticions Curtes Palindròmiques Agrupades i Regularment Espaiades»).

## Història
El descobriment del Cas9 està directament relacionat amb les investigacions dutes a terme amb el sistema CRISPR. Al 2010 es va començar a conèixer amb certesa quin era el mecanisme de funcionament del CRISPR gràcies a experiments efectuats 3 anys enrere, que posaven en evidència la seva relació amb la immunitat bacteriana. Des d'aquell moment, diferents grups d'investigació van fer recerca en aplicacions biotecnològiques de CRISPR. Tot i així, el camp d'aplicacions d'edició i manipulació de genoma encara no era al punt de mira.
Al 2010, dos estudis que van caracteritzar els principals mecanismes funcionals del sistema CRISPR de tipus II, arribaren a la conclusió que una sèrie de components eren vitals per a la manipulació del genoma. Un dels estudis que experimentaren amb Streptococcus thermophilus, va revelar que Cas9 és l'únic enzim que es troba dins dels gens cas cluster que intervé en l'escissió d'ADN diana.
Un segon estudi revelà un component clau en la biogènesi i en el processament de ARNm en sistemes CRISPR de tipus II. Es tracta d'un híbrid dual d'ARN que, conjuntament amb el Cas9, són dues de les peces fonamentals per al funcionament del sistema CRISPR II. Donada la ja coneguda importància del Cas9 dins del sistema CRISPR II, es va plantejar la qüestió de si el Cas9 es podria convertir en un editor guiat d'ARN.
L'any 2011 es va demostrar que el sistema CRISPR era transferible entre diferents espècies bacterianes, concretament de l'Streptococcus thermophilus a l'Escherichia coli. Al 2012, els grups de Charpentier, Doudna, i Siksnys, d'acord amb estudis bacterians previs, van demostrar que el Cas9 purificat de Streptococcus thermophilus pot ser guiat per crARN (CRISPR ARN) per tallar l'ADN diana in vitro.
Al 2013, dos estudis simultanis van mostrar l'eficàcia de manipular el genoma de cèl·lules mamíferes amb el sistema CRISPR de tipus II (provinent de l'Streptococcus thermophilus i l'Streptococcus pyogenes). Des d'aquests estudis inicials, el Cas9 ha estat utilitzat a centenars de laboratoris especialitzats en aplicacions de manipulació del genoma amb una gran varietat de sistemes de models experimentals.

## Sistema CRISPR
El sistema CRISPR-Cas és un mecanisme d'immunitat envers infeccions víriques utilitzat per alguns bacteris. Aquest sistema està format per dos components: el CRISPR i el locus Cas. El CRISPR és un conjunt de loci genètics extremadament variables que emmagatzemen material genètic d'organismes invasors (virus, plasmidis.), una base de dades immunitària incrustada al material genètic. Aquest material genètic forà, anomenat espaiador (spacer), va precedit de repeticions curtes palindròmiques (repeats). El locus Cas codifica nucleases, entre d'elles el Cas9, la seqüència de gens de les quals es troba associada al mecanisme CRISPR. Aquestes proteïnes són necessàries per la defensa contra elements genètics invasius.
Aquest sistema es troba en el 40% dels genomes bacterians i en el 90% dels arqueus. Quan un virus ataca un bacteri, aquesta captura i guarda una seqüència de l'ADN invasor i, si ho torna a fer, el sistema permet defensar-se del invasor i eliminar-lo.
Davant de l'atac d'un virus, es reconeix l'element portador del material genètic com a agent invasor, s'identifica un segment de la seqüència del seu ADN, es talla i s'integra en el locus CRISPR, canviant el seu nom pel d'espaiador. En la zona propera a l'espaiador es pot trobar un motiu adjacent (PAM), que permet que aquest sigui fàcilment reconegut pel sistema de defensa de l'organisme. Després es procedeix a l'expressió de l'espaiador en forma d'RNA primari que serà tallat per endonucleases i, finalment, s'obtindran fragments més petits cadascun dels quals serà portador de l'espaiador(cRNA). Quan el virus torna a atacar, l'RNA guia(CRISPR) associat amb proteïnes Cas busca en el material genètic del virus el marcador característic coincident amb l'espaiador. Si hi ha coincidència, s'uneix per complementarietat de bases al marcador, i se senyalitza a les nucleases que han d'eliminar l'element genètic extern. L'ADN invasor es degradarà i s'impedirà la seva reproducció.

## Estructura

Estructura esquemàtica dels dos lòbuls que constitueixen el Cas9 (REC i NUC) formant complex amb el DNA diana i el sgRNA.

L'estructura cristal·litzada del Cas9 consisteix en dos lòbuls, un de reconeixement de la seqüència diana del DNA (REC) i l'altre amb la funció pròpiament enzimàtica, la funció de nucleasa, anomenada NUC. El lòbul REC es pot subdividir en tres regions: una hèlix alfa llarga formant una regió coneguda com a hèlix pont (Bridge helix en anglès), la regió REC1 i la regió REC2. El lòbul NUC està format pels dominis RuvC, HNH i d'interacció amb el PAM (PI, de l'anglès: PAM-Interacting).
L'hèlix pont, que es troba entre els aminoàcids 60 i 93 en S. pyogenes, serveix d'unió entre els dos lòbuls. És una hèlix rica en arginines, que tenen la funció de fixar la part de guia de l'sgRNA formant ponts d'hidrogen amb els fosfats de l'ARN. S'ha demostrat que mutacions que afectin aquestes arginines redueixen significativament l'eficàcia de l'enzim. Tot i que el Cas9 reconeix la regió guia independentment de la seva seqüència, certes interaccions entre bases concretes i arginines podrien confirmar la major afinitat per sgRNAs amb purines als últims quatre nucleòtids de la regió espaiadora.
La regió REC1, que es troba entre els aminoàcids 94 i 179 i entre el 308 i el 713 en S. pyogenes, és molt ric en hèlix alfa, en té vint-i-cinc. També conté dues làmines beta. Contribueix, juntament amb l'hèlix pont, a fixar l'sgRNA, gràcies a l'abundància d'aminoàcids carregats positivament, arginines i lisines. És, per tant, un element crític per la funcionalitat de l'enzim.
La regió REC2, que es troba entre els aminoàcids 180 i 307 en S. pyogenes, conté un feix de sis hèlixs alfa. No té cap mena de contacte amb l'sgRNA i s'ha demostrat que mutacions en aquesta regió no deixen l'enzim inservible, sinó que en disminueixen la seva efectivitat a la meitat.
El lòbul NUC conté dos dominis nucleases, que són el domini RuvC situat prop de l'extrem amino terminal entre els aminoàcids 1-59, 718-769 i 909-1098; i l'HNH que es troba al mig de la proteïna entre els aminoàcids 775 i 908. Anàlisis mutacionals han suggerit que són necessàries ambdues regions en el procés d'interferència en el sistema CRISPR. La regió RuvC talla la cadena positiva de l'ADN i l'HNH la negativa.
La regió d'interacció amb el PAM es troba a prop del carboxil terminal, concretament entre els aminoàcids 1099 i 1368. Conté tres alfa hèlixs i tres làmines beta, de dues, tres i cinc cadenes beta. Aquesta regió reconeix seqüències molt específiques de 2 a 6 nucleòtids, normalment  5'-NGG-3', és a dir, qualsevol nucleòtid seguit de dues guanines. Aquest reconeixement del PAM és essencial per al bon funcionament de l'enzim i en el seu dèficit l'enzim no actua.

## Aplicacions
El descobriment de la proteïna Cas9 i el sistema adjunt anomenat CRISPR, ha representat un gran avenç tecnològic. Avui en dia s'està utilitzant per trobar la causa de diverses malalties, com ara els trastorns neuropsiquiàtrics, dels quals encara no se'n té gaire informació. L'objectiu últim és el de portar-ho i adaptar-ho a l'aplicació terapèutica. També s'estan desenvolupant altres aplicacions com ara les alteracions ecològiques o les aplicacions alimentàries.

### Aplicacions terapèutiques
El Cas9 es pot utilitzar per tallar una cadena d'ADN per un lloc concret. Quan es talla, la cèl·lula activa uns mecanismes de reparació d'aquell fragment d'ADN. Aquesta reparació dona lloc a mutacions de tipus d'inserció (s'afegeix una o més bases a l'ADN original) o de deleció (s'elimina una o més bases de l'ADN original). Si aquestes mutacions estan localitzades dins d'un gen, poden inhibir la producció de la proteïna que codificava.
Abans que es repari l'ADN, es pot proporcionar un fragment d'ADN a la cèl·lula que serveixi com a motlle durant la reparació perquè l'incorpori a la cadena. Això té molt interès en el camp de l'enginyeria genètica, ja que tindria el poder de corregir errors en els gens responsables de certes malalties. Aquesta funció permet utilitzar aquesta tecnologia per regular l'expressió gènica o, fins i tot, introduir modificacions epigenètiques. Per exemple un estudi publicat a l'American Journal of Human Genetics investiga l'aplicació del CRISPR/Cas9 en malalties hereditàries com la distròfia muscular de Duchenne. També s'ha ampliat la investigació a malalties adquirides com el VIH.

### Alteracions ecològiques
El sistema CRISPR podria ésser un bon mecanisme per acabar amb la difusió de malalties transmeses per vectors animals, com per exemple la malària, mitjançant la introducció de gens resistents a aquestes malalties en la població d'insectes. Combinant el sistema CRISPR, amb d'altres es podria, per exemple, incapacitar els mosquits del gènere Anopheles per transmetre la malària.

### Aplicacions alimentàries
S'està proposant d'utilitzar-la per eliminar els gens que afavoreixen les plagues en una gran varietat de cultius i, d'aquesta manera, contribuiria a reduir la dependència dels pesticides tòxics. Aquest sistema també permetria atenuar l'oposició als OMG (Organismes modificats genèticament), ja que permet modificar gens concrets sense haver d'introduir ADN d'altres espècies. Un exemple d'aquesta aplicació seria la prolongació de la vida dels tomàquets desactivant gens que controlen la seva maduració.